# نوبيجار محلة محسن أباد (كياشهر)
نوبیجار محلة محسن أباد (بالفارسية: نوبیجارمحله محسن‌آباد) هي قرية تقع في إيران في قسم کیاشهر الريفي. يقدر عدد سكانها بـ 227 نسمة بحسب إحصاء 2016.